# Лексан
Лексан (англ. Lexan) — зареєстрований товарний знак компанії SABIC Innovative Plastics (раніше General Electric Plastics) марка термопластичної полікарбонатної смоли. Полікарбонатний полімер утворюється в результаті реакції бісфенолу А з карбонільним дихлоридом, також відомим як фосген.
Прозорий і дуже міцний матеріал. Застосовується при виготовленні ілюмінаторів літаків, куленепробивних панелей, вікон, спортивних шоломів, човнів, теплиць.

## Історія
Матеріал відкритий в 1953 році доктором Даніелем Фоксом, під час розробки ізоляції для проводів, і через тиждень незалежно від нього доктором Херманом Шнель з фірми Байєр (Bayer), Німеччина.

## Виробництво
Виробляється SABIC Innovative Plastics на кількох заводах компанії, найбільші з яких розташовані у Маунт-Вернон, штат Індіана; Бурквіль, штат Алабама; Картахені, Іспанія, і Берген-оп-Зом, Нідерланди. 

Штаб-квартироа SABIC Innovative Plastics знаходиться в Піттсфільд, штат Массачусетс.